# Gara Târgu Neamț
Gara Târgu Neamț este o gară care deservește orașul Târgu Neamț, România.

## Legături externe
- Mersul trenurilor